# きみを愛さずにいられない
「きみを愛さずにいられない」（きみをあいさずにいられない）は、2016年12月にリリースされた牛島隆太のシングルである。

## 解説
自身初のラブソング。カップリングにはこちらも初のEDMナンバーにチャレンジした。

## 収録曲
1. きみを愛さずにいられない
作詞/牛島隆太　作曲/大月博晃
2. Try & Fly
作詞/牛島隆太　作曲/渋木新